# 居銮历史

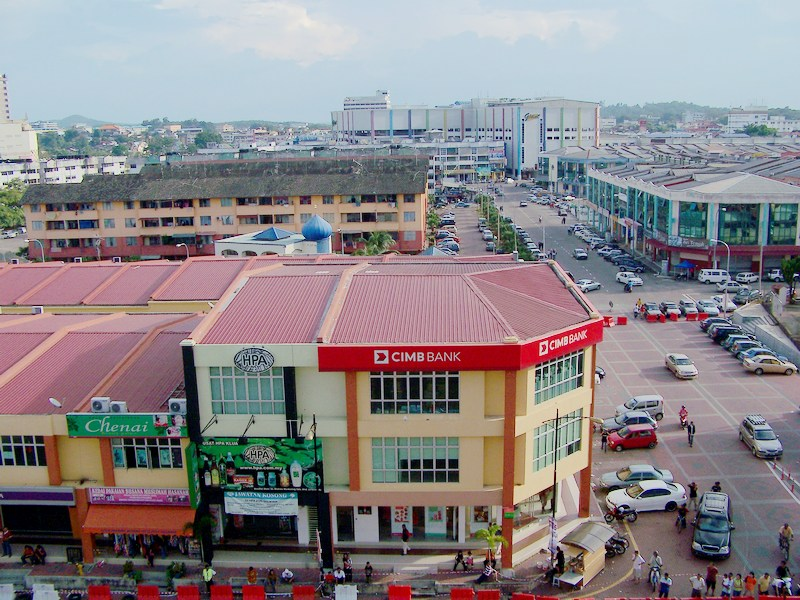
居銮市容

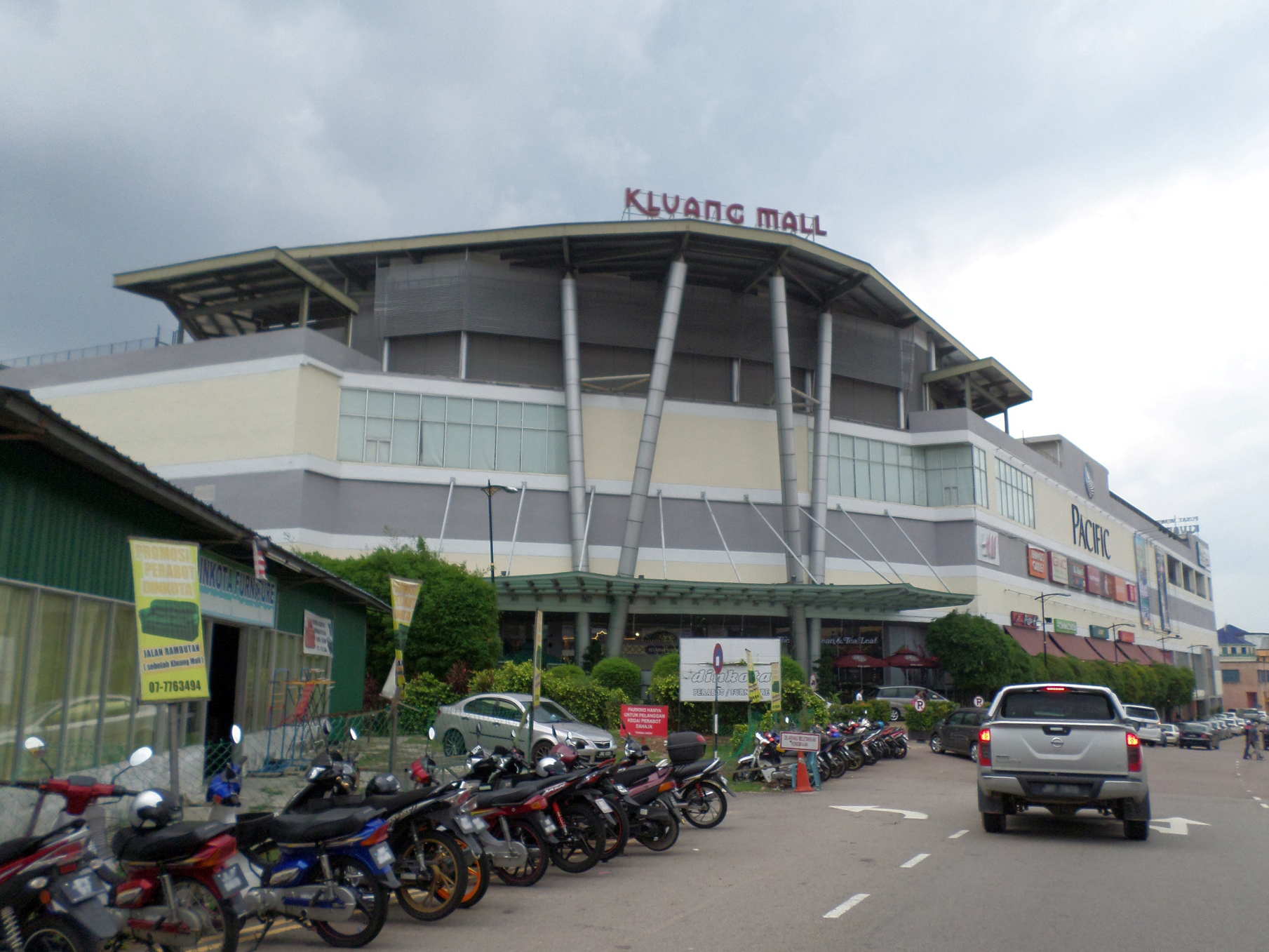
居銮福联广场

居銮历史，位于马来西亚柔佛居銮于1911年开始开辟，居銮中华中学创办于1918年。1969年12月10日居銮遭大水灾严重破坏，市内多数地区被淹，灾情损失相当惨重。“居銮”在马来语的原意是蝙蝠（keluang），因此也被称为“蝙蝠城”。居銮市位于柔佛州中心地带，座落在南峇山脚下，市中心有一条明吉摩河，故有“南山銮水”之称。

## 早期
最初的居銮，本是另一地之地名，并非今日居銮之所在，而是有約3英里的差距。1909年7月1日，柔佛铁路（Johore State Railway，简称JSR）通车，全长105英里，自此标记明确的地理位置有了简易的方式，即该地与铁路起点新山之里程。今日之居銮市距离新山市54英里，记为JSR 54英里。而最初的居銮村，实际上在JSR 57英里处。早期兴建城镇取名的一项习惯，是以河名为城镇名。1911年，柔佛政府在JSR 54英里处规划了新的中部城市建设，在该城市建设火车站时，明吉摩河位于铁路东侧约1,230英尺，故城市理应取名为「明吉摩」。但由于建设JSR 54英里处为城市时，柔佛铁路已通车一年，而在JSR 50英里处的火车站已被取名为「明吉摩」，所以无法用在新城市。为免地名相混，柔佛政府便把JSR 54英里处，用了JSR 57英里的地名，称为「Kluang」，即为今日之居銮，并沿用至今。

## 开埠
居銮最早的出现，是在1907年由柔佛重臣传令官莫哈末沙列所绘制的柔佛地图上，当时居銮出现的地点却是位于美兰黛河（Sungai Melantai）和马来亚铁路交汇处。而在马来西亚国家档案局中，事关居銮最早的档案为1910年4月9日，共有两份，皆为Abdullah bin Moke Ariff申请土地的档案。两份档案清楚说明了当时的居銮位于JSR 57英里处，在柔佛铁道的左右两侧。:67陈张文和曾于2014年进行田野调查，发现在美兰黛河北岸和铁路交汇处，旧称确实为居銮村（Kampung Kluang）。但随着1950年代英国殖民政府为了对抗马共，将该村所有人迁离，原有的居銮村也就消失了。
1909年柔佛铁路通车之后，当时尚未有居銮火车站，而临近只有JSR 58英里的梁站，和JSR 50英里的明吉摩站，柔佛政府也没有提及任何在当地的中心车站和城镇的建设。1910年4月17日，R. F. Hawtrey对明吉摩火车站以北2英里的10,000依格地段提出土地申请，4月30日成功获批，并在5月21日缴交费用后开始生效。但在6月2日，柔佛政府有了建设东西横贯的公路的计划。6月16日Hawtrey被告知公路将会经过令金或明吉摩地区，但政府尚未和不想做任何保留地的决定。可是到了9月12日，Hawtrey又被告知他申请的部分地段将会被政府保留作为公共用途的沟通地区。10月27日，新加坡《海峡时报》刊登新闻正式提到，政府将在柔佛中部开辟一条东西横贯的公路，并会在明吉摩地区建设一座大型城市。1911年4月3日，柔佛公共工程局刊登工程招标通告，其中有在明吉摩的警察局和兵营、明吉摩的政府部门单位，以及峇株巴辖－明吉摩－丰盛港公路。:68-74
马来亚联邦铁路局得知柔佛政府打算在JSR 54英里处兴建一座城市，在1910年9月17日和柔佛政府协商对谈。柔佛政府同意在该城市建设火车站，两日后马来亚联邦铁路局也正式发函建议兴建火车站，但未对该新城市的名字有何建议，故仍称为明吉摩。之后地名和站名的矛盾出现，为了避免JSR 50英里和54英里都用同一个名称「明吉摩」，柔佛政府才把JSR 54英里处改称「居銮」。这项名称改动至迟在1912年就已完成，在当年3月2日柔佛公共工程局所刊登的工程招标广告中，其中便有了居銮－丰盛港河口（Kluang－Kuala Mersing）的公路工程。:71
在1912年12月底，居銮火车站相信已成型。当时麻坡的种植家Wallace和新加坡的L. Macphail由柔佛东岸向西探险，临近明吉摩河时正碰上大水灾无法渡河。在其他人的帮助下他们辗转来到了居銮火车站（Kluang station）的附近地点，而后搭火车返回新加坡。两位探险家不但记录了居銮火车站，也记录了居銮开埠以来的第一次大水灾。:71

## 发展
居銮初次宪告成立的日期和土地面积范围不明，陈张文和推算居銮正式成立在1913年之前，其行政层级为村（village）。约1912年开始，居銮的政府部门完成并开始运作。居銮最早的街场开始形成，是位于峇株巴辖路南面和铁路的夹角位置，隔着峇株巴辖路北面有最早的警察局。1913年8月23日，罗臣保、罗湖泱、李凑及李顺等人申请兴建15个单位的店屋。不过在该店屋的东面临近铁路的地方，有一排更早的店屋，为1912年建造，尚未得知何人所建。:76
1915年6月20日，居銮获得柔佛苏丹批准以“Bandar Kluang”名字宪告成立，全区边长一英里，总面积为640依格，归新山县管辖。随着居銮火车站落成，以及峇株巴辖－居銮－丰盛港路的日益进展，道路两侧的土地越来越多被申请开发种植，人口急速增加，居銮也因此快速发展。峇株巴辖路于1917年4月通车，居銮也进入了蓬勃发展的阶段。柔佛政府曾在1917年考虑把居銮升格为镇。:77
柔佛政府在英籍参政司D. G. Campbell、公共工程师Glendenning和土地局官员J. W. Simmons的最早规划，是打算把居銮建设为一个交通枢纽中心。1915年，这三位政府官员由新山步行来到居銮，觉得居銮是一个理想的中心位置。1916年至1918年间，柔佛苏丹和议会曾考虑把柔佛首都由新山迁移至居銮。但在1918年时，柔佛苏丹和议会考虑了新山和新加坡在历史和经济上的联系，以及王宫与新山的距离，取消了该迁都计划。:76
1922年年初，丰盛港路（Mersing Road，又称毛申律）全部完工通车，当时的居銮市容已经相当热闹。在7月26日，柔佛政府宪告居銮由村（village）升格为镇（township），边界重新划定，仍归新山县所管辖。此时的居銮已成为了东西横贯公路和柔佛南北铁路的枢纽。:78
约莫在1916年前后，华人居民已在市集两旁兴建了砖石结构的两层并列店屋，形成了热闹的巴刹街，华人也称它为后街。1920年代后出现的明吉摩路和沿铁路干线兴建的依士迈街、火车头街及丰盛港路上段商店已逐渐“出道”。此后，1930年代出现的南峇街经典建筑、30年代中期出现的丰盛港路右边商店、40代初期出现的丰盛港路左边商店、50年代初期出现的丰盛港路中段商店、以及50年代中期出现的拿督张秀科街、东姑依士迈街以及隔邻的甲丹阿末街等商店建筑群，已大体完成了居銮早期市容的布局，延续至今。

## 1969年居銮水灾
随着明吉摩河上游和河道两岸的不断开发，造成河床日浅，河岸低洼地区经常遇雨成灾。1969年12月10日，居銮遭遇特大水灾。当时两日豪雨造成柔佛州多地水患，其中居銮灾情尤其惨重。居銮灾情最严重的地区是峇加三巴路、叶陶沙路、苏丹娜路和甘榜马来由一带。叶陶沙路木桥被洪水冲断，丰盛港路四英里处被水冲毁，峇株路四英里处路面陷落，导致居銮与外界的交通一度中断。水势涨至最高点时，明吉摩河边住屋水高八英尺至十英尺。洪水冲毁丰盛港路大桥旁的大水管，居銮市区因此制水，部分电流供应也被关闭。由于水灾突发时有不少灾区居民来不及逃生被困在木屋内，后来连同木屋被洪水冲走。此水灾是居銮经历开埠后最大的一场洪水浩劫，造成惨重人命丧亡和难以估计的财物损失。